# Pyramica angulata
Pyramica angulata är en myrart som först beskrevs av Smith 1931.  Pyramica angulata ingår i släktet Pyramica och familjen myror. Inga underarter finns listade i Catalogue of Life.

## Bildgalleri